# Piotr Dziubek
Piotr Adam Dziubek (ur. 3 stycznia 1974 we Wrocławiu) – polski kompozytor, akordeonista i pianista, pracownik Akademii Muzycznej we Wrocławiu. 

## Wykształcenie
Ukończył Liceum Muzyczne im. Karola Szymanowskiego we Wrocławiu i Akademię Muzyczną im.Karola Lipińskiego we Wrocławiu w klasie akordeonu. Prowadzi działalność artystyczną i pedagogiczną. Wielokrotnie współtworzył i obejmował kierownictwo muzyczne spektakli teatralnych granych między innymi we Wrocławiu czy w Gdyni. Skomponował muzykę do wielu spektakli Wojciecha Kościelniaka tj. „Mistrz i Małgorzata”, „Chłopi”, „Lalka”, „Zły”, „Wiedźmin”. Skomponował motyw przewodni reklamówki cukierków "Zozole". 

## Piotr Dziubek Quartet
- Piotr Dziubek – fortepian, akordeon
- Robert Szydło – gitara basowa
- Cezary Konrad – perkusja
- Ireneusz Głyk – wibrafon

## Dyskografia
- Tchnę (2001)
- Justyna Steczkowska
  - Alkimja – akordeon
- Marcin Rozynek
  - Księga Urodzaju – akordeon
- Katarzyna Groniec
  - Przypadki – produkcja muzyczna

## Nagrody
- II Nagroda – Międzynarodowy Konkurs Akordeonowy, Klingenthall (Niemcy)
- III Nagroda – Międzynarodowy Konkurs Akordeonowy, Castelfidardo (Włochy)
- IV Nagroda – Ogólnopolski Konkurs Akordeonowy, Katowice
- IV Nagroda – Ogólnopolski Konkurs Akordeonowy, Kraków
- II Nagroda – Dolnośląskie prezentacje Muzyczne, Wrocław
- I Nagroda – Festiwal Baltica-Harmonica, St. Petersburg (Rosja)
- I Nagroda – Festiwal Zespołów Kameralnych Euroregionu Nysa, Jawor
- Nagroda GOPO 2012 – Nagroda dla najlepszej oryginalnej muzyki – film Crulic droga na drugą stronę, (Rumunia)